# Герлах фон Изенбург (фогт на Трир)
Герлах (III) фон Изенбург (на немски: Gerlach (III) von Isenburg; † сл. 1142/1147) е граф на Изенбург и фогт на Трир (fl 1130 – 1147).

## Произход
Той е син на Ремболд I (* ок. 1092, † 1121) и съпругата му фон Арнщайн, дъщеря на граф Лудвиг фон Арнщайн (* ок. 1040) и съпругата му Гуда фон Цутфен. Брат е на Лудвиг, каноник в Трир (1141), Ремболд II (граф 1159; † ок. 1162), на Зигфрид (* 1142; † сл. 1142), и на Хедвиг или Кунигунда († 24 март 1160), омъжена за граф Еберхард I фон Сайн († 1176).

## Фамилия
Герлах се жени за Юта фон Аре (* ок. 1181) и има синовете:
- Герлах фон Изенбург (* ок. 1130, † пр. 1167), женен I. за фон Коферн; II. за фон Лайнинген
- Бруно фон Изенбург, каноник в Кьолн (fl 1160/1184/1207)
- Ремболд III фон Изенбург († 1175), граф на Изенбург, женен за фон Фирнебург, дъщеря на граф Херман III фон Вирнебург/Фирнебург († 1238/1144)
- Ортвин фон Хоенберг († сл. 1145), женен за Гуда фон Кибург, дъщеря на граф Емих в Наегау, Шмидтбург и Кирбург († 1140)[4]